# Nikolaus Friedrich Stöhr
Nikolaus Friedrich Stöhr (* 28. September 1706 in Kirchenlamitz; † 13. November 1766 in Wunsiedel) war ein deutscher Pädagoge und lutherischer Theologe.

## Leben
Stöhr, Sohn eines Wundarztes, hatte schon in frühster Jugend eine Neigung für die Wissenschaften entwickelt. Nach dem Besuch der Schule seines Geburtsorts hatte er 1719 das Gymnasium zu Hof frequentiert und 1728 die Universität Jena bezogen, um ein Studium der philosophischen und theologischen Wissenschaften zu absolvieren. Dort waren Johann Franz Buddeus (1667–1729), Johann Georg Walch (1693–1775) und Johann Christoph Köcher (1699–1772) seine Hauptlehrer auf dem Gebiet des theologischen Wissens. Philosophie hörte er bei Johann Peter Reusch (1691–1758) und Johann Friedrich Wucherer (1682–1737), Johann Reinhard Rus und Leonard Hofmann (-1737) erweiterten seine Kenntnisse in den orientalischen Sprachen und deren Literatur.
1730 wechselte er an die Universität Halle, wo er besonders Joachim Justus Breithaupts, Joachim Langes, Johann Jakob Rambachs und Gotthilf August Franckes theologische Vorlesungen besuchte. Im Hebräischen und in den übrigen morgenländischen Dialekten unterwies ihn Christian Benedikt Michaelis, während er von Justus Henning Böhmer mit dem kanonischen Recht vertraut gemacht wurde. 1732 war er Lehrer am Pädagogium zu Halle und 1736 Konrektor in Saalfeld. 1740 ging er als Konrektor nach Hof und unterrichtete Mathematik, Logik, Geschichte und schöne Wissenschaften.
1749 ging Stöhr nach Bayreuth als Hofdiakon, Lehrer der an dem Markgräflichen Hof erzogenen Prinzessin Ernestine Auguste Sophie von Sachsen-Weimar und zugleich als Konrektor des dortigen Gymnasiums, sowie als Inspektor der Alumnen. Nachdem er hebräische und griechische Sprache auch noch Geschichte unterrichtet hatte, wurde er 1757 zum Professor der orientalischen Sprachen, der Geschichte und Theologie in Bayreuth ernannt, ging aber bereits 1758 als Superintendent, erster Prediger und Schulinspektor nach Wunsiedel.

## Wirken
Als Stöhr starb, hinterließ er den Ruhm eines vielseitig gebildeten Theologen und gründlichen Kenners der älteren, besonders der orientalischen, Sprachen. Außer mehreren lateinischen Programmen und Dissertationen schrieb er kein selbstständiges Werk von größerem Umfang. Aber auch aus jenen Abhandlungen, in denen er sich mit Gegenständen der Dogmatik, Pädagogik und Geschichte beschäftigte, sprach eine gründliche Gelehrsamkeit, gepaart mit seltenem Scharfsinn und regem Forschungsgeist. Sein anspruchsloser Sinn führte ihn in den Jahren 1742/1743 in einigen lateinischen Programmen zu einer gerechten Anerkennung und Würdigung der Verdienste Martin Luthers um die biblische Hermeneutik und Interpretation der heiligen Schrift. Mit vielem Scharfsinn erörterte er 1746 in einem lateinischen Programm die von Luther kurz vor seinem Tode aufgestellte Frage, ob ein gegenseitiges Wiedersehen der Seligen jenseits anzunehmen sei.

## Werke
- Standrede bei Beerdigung W. W. Hagen’s der Arzneikunde Beflissenen. Halle 1732
- Diss. historica de scholis monasticis.  Saalfeld 1737
- Progr. I et II. An et quatenus scholae genio saeculi sint commodandae? Saalfeld 1738–1739
- Progr. de minimo magnoque in regno coelorum, secundum Matth. 5, 19. Bayreuth (Curiae) 1740
- Progr. Brevis comparatio inter ecclesiam Christi fundatam et renovatam. Bayreuth 1741
- Progr. de meritis reformatoris nostri (Lutheri) in Hermeneuticam sacram.  Bayreuth 1742
- Progr. de meritis reformatoris nostri (Lutheri) in Hermeneuticam sacram et inprimis in interpretationem Scripturae sacrae realem.  Bayreuth 174S
- Progr. de eo, quod est novum et antiquum in regno coelorum, ad Matth. 13, 52. Bayreuth 1744
- Progr. de Scriptura sacra perperam corruptionis insimulata. Bayreuth 1745
- Diss. historico - philosophica de causis scholarum medio aevo in Germania collapsarum. Bayreuth 1746
- Progr. de quaestione ab ipso Luthero pridie ante obitum proposita: Num aliquando beati in vita aeterna mutuo et distincte se agnituri sint? Bayreuth 1746
- Progr. de regno coelorum sinapi assimilato, ad Matth. 13, 31. 32. Bayreuth 1747
- Progr. de harmonia in tota re scholastica, fundamento, in quo unice scholarum salus nitatur. Bayreuth 1748
- Progr. de recto oculorum et aurium usu in eruditione paranda. Bayreuth 1749
- Progr. I et II de Friderico III, primo c Burggraviis Norimbergensibus Baruthi domino. Bayreuth 1749–1750
- Progr. super loco Joh. 19, 34. nonnullis observationibus physicis illustrato. Bayreuth 1750
- Progr. de lilio Salomonis amictui assimilato ad Matth. 6, 28. Bayreuth 1751
- Progr. de historiae studio, re unice memoriam minime, sed imaginations judicandique vim quoque occupante. Bayreuth 1751
- Diss. de salva Dei in apparitione pie defunctorum post mortern sanctitate, maxime ad locum 1 Sam. 28, 7. sqq. illustrandum. Bayreuth 1752
- Progr. super Virgiliano illo: in tenui labor, at non tenuis gloria ad scholam applicato. Bayreuth 1752
- Progr. de arbore scientiae boni et mali. Bayreuth 1753
- Progr. de nonnullis ad Friderici IV., Burggravii Norimbergensis, vitam pertinentibus. Bayreuth 1754
- Progr. de eruditionis conditione barbara aetata. Bayreuth 1754
- Progr. de solida historiae ad veritates accommodatione. Bayreuth 1755
- Progr. de fatis libertatis conscientiae, stylo lapidari exaratum. Bayreuth 1753
- Diss. regularum quarundam a probo litterarum studioso, qui ante alios abquando eminere cupit, observandarum recensus. Bayreuth 1756
- Glückwunsch als die Prinzessin Ernestine Auguste Sophie, Herzogin zu Sachsen, ihr Glaubensbekentniß ablegte: Der würdigste Gegenstand der Betrachtung der Seelen. Bayreuth 1756
- Progr. de otio litterario jucundo. Bayreuth 1756
- Progr. de vita, fatis et meritis J. F. Braun, Coll. ill. Christ. Ernest. Rectorls. Bayreuth 1756
- Progr. de lite sacramentaria in Gallia orta. Bayreuth 1757
- Progr. de jure evangelicortun Principum ecclesias suas visitandi. Bayreuth 1758
- Progr. de historia sacra utriusque Burggraviaius Norici. Bayreuth 1758